# Little Piece of Heaven
Little Piece of Heaven es un álbum de estudio de la boy band puertorriqueña MDO, lanzado en el año 2001 por la discográfica Sony Discos. La formación incluía a Abel Talamántez, Alexis Grullón, Didier Hernández, Pablo Portillo y Caleb Avilés. El trabajo incluye pistas en inglés, algunas de ellas adaptadas del álbum anterior Subir al cielo. El grupo buscó garantizar que las canciones se alinearan con su estilo, mezclando ritmos latinos con baladas románticas e influencias de pop. El álbum aborda temas como el amor, la pérdida y la diversión, y fue promocionado con una gira por Asia. 
La recepción crítica fue favorable, con elogios a la armonía vocal y la mezcla de estilos, pero también críticas sobre la previsibilidad de algunas melodías y letras. 

## Producción y grabación
El álbum tardó dos años en completarse, ya que los integrantes querían garantizar que la selección de las canciones fuera adecuada. Además, debía encajar con su estilo. "Este proyecto tardó un poco más en completarse porque también estábamos trabajando en nuestro álbum en español al mismo tiempo. Hemos llegado a un punto en nuestra carrera en el que queremos dejar una huella. Creímos que era el momento de mostrar a la gente quiénes somos. Somos mestizos, somos latinos y queríamos que eso se reflejara en nuestra música", explicó Talamantez.
La lista de canciones reúne once temas, seis de ellos versiones en inglés de canciones de su álbum anterior Subir al cielo, el cuarto álbum de estudio del grupo lanzado en 2000. En total, son ocho pistas en inglés en las que los artistas cantan principalmente sobre estar enamorados, perder el amor, el deseo y divertirse en la pista de baile.

## Lanzamiento y promoción
El grupo realizó una gira promocional por Asia para promocionar el álbum, visitando países como Singapur, Filipinas, Indonesia, Malasia, Tailandia y Taiwán. Abel, integrante del grupo, destacó que la experiencia era un sueño hecho realidad, mientras que Caleb, el primer puertorriqueño en la nueva formación, reconoció el desafío de conquistar al público asiático, especialmente con el reciente protagonismo de Puerto Rico en el escenario mundial tras la victoria en Miss Universo.
Antes del viaje, el grupo grabó el videoclip de la canción "Just a Little Piece of Heaven" en lugares icónicos de Miami, como la playa Mast Academy Beach y la avenida Brickell. El videoclip fue lanzado mundialmente en TV Works, en Singapur. Con la buena repercusión en Filipinas, el grupo llegó a grabar dos canciones en ese idioma para incluirlas en su próximo fonograma, una de ellas titulada "Sana Maulit Muli" ("Espero que se repita" o "Que se repita otra vez", en portugués).
El álbum fue lanzado posteriormente en mercados no asiáticos. El integrante Didier afirmó en una entrevista: "Estuvimos haciendo la pre-promoción de nuestro disco en inglés. Fue un sueño para nosotros estar en Asia, y estamos a punto de compartir nuestro disco en inglés con el público internacional". En 2002, se lanzó en Estados Unidos el sencillo de la canción "My Love Was There All The Time".

## Recepción crítica
En cuanto a las reseñas de los críticos especializados en música, la mayoría fueron favorables.  
Yushaimi 'Bazzboy' Yahaya, del periódico Malay Mail, destacó canciones como "Just A Little Piece of Heaven", comparándola con la música de Marc Anthony, "I Need To Know", pero con más energía, y "Es La Cosa", una excelente pista de baile latina. Elogió las armonías vocales y también mencionó que el álbum mezcla bien diversos estilos, incluyendo flamenco, salsa y pop funk. Según el crítico, canciones como "So Hard To Forget" y "Tonight, Te Amare" son agradables y sugirió que, incluso para aquellos que no son fanáticos de la música latina, el álbum aún ofrece una buena experiencia.
R.S. Murthi, crítico del periódico New Straits Times, afirmó que los ritmos latinos presentes en las canciones logran mantener el interés del oyente, pero criticó las melodías y letras, describiéndolas como marcadas por una banalidad impuesta por el mercado, algo que, según él, se ha convertido en una marca registrada de las bandas de pop adolescente más exitosas del mundo. Evaluó la interpretación del grupo con dos estrellas de cinco y otorgó la misma puntuación al sonido del trabajo.
Gerald Martinez, del Sunday Mail, describió el trabajo como una mezcla de ritmos latinos vibrantes, baladas románticas e influencias de hip-hop. Destacó las armonías vocales refinadas del grupo y recomendó el álbum para los fanáticos de boy bands con un toque sudamericano.

## Lista de canciones
| N.º | Título                           | Duración |  |
| 1.  | «Just A Little Piece Of Heaven»  | 4:12     |  |
| 2.  | «Es La Cosa»                     | 3:59     |  |
| 3.  | «Baila»                          | 3:10     |  |
| 4.  | «So Hard To Forget»              | 4:23     |  |
| 5.  | «Lock All The Doors»             | 3:55     |  |
| 6.  | «Someone Help Me»                | 3:54     |  |
| 7.  | «Tonight, Te Amare»              | 3:32     |  |
| 8.  | «Something About You»            | 3:37     |  |
| 9.  | «My Love Was There All The Time» | 3:31     |  |
| 10. | «An Angel Cries»                 | 4:11     |  |
| 11. | «Magic Carpet Ride»              | 3:29     |  |